# YOOX
YOOX（ユークス）は、衣類・アクセサリーを販売するウェブサイト。現在はリシュモンの傘下。

## 沿革
ウェブサイト設立以来、2000年に設立されたボローニャの企業、ユークスグループ (YOOX Group S.p.A.) が運営していた（CEO：フェデリコ・マルケッティ）。
2015年にリシュモン傘下のネッタポルテと合併し、ユークス・ネッタポルテ (Yoox Net-A-Porter Group S.p.A.) による運営となったのち、2018年5月、リシュモンがユークス・ネッタポルテの全株式を買収し、リシュモンのグループ会社となった。

## 事業
yoox.comなどの衣類・アクセサリー販売サイトを、日本を含む世界67か国で展開している。

## 公式サイト
- YOOX(ユークス)
- YOOX (@yoox_jp) - X（旧Twitter）